# Ada María Isasi-Díaz
Ada María Isasi-Díaz (22 de marzo de 1943 – 13 de mayo de 2012) fue una profesora emérita de ética, y teología en la Universidad Drew, en Madison (Nueva Jersey). Como teóloga hispana, fue una innovadora de la teología hispana en general, y específicamente de la "teología feminista". Fue fundadora y codirectora del Instituto Hispano de Teología de la Universidad Drew.

## Primeros años y educación
Isasi-Díaz era originaria y creció en La Habana, Cuba, de una familia católica. En 1960, se graduó por la Academia Merici. Se exilió a EE. UU. como refugiada política a principios de la década de 1960. Ingresó a la Orden de Santa Úrsula y obtuvo un B.A. por la College of New Rochelle de Nueva York. En 1967, ya con los votos religiosos, viajó a Lima, Perú como misionera durante tres años. Al regresar a los Estados Unidos en 1969, fue profesora de enseñanza media durante varios años, en Luisiana, luego vivió en España por un año y medio, antes de retornar de nuevo a Estados Unidos. Se instaló en Rochester, New York donde obtuvo una maestría en artes y en historia medieval por la SUNY Brockport. En 1983, continuó sus estudios de postgrado religiosos, en el Seminario calvinista Seminario de la Unión Teológica, de la ciudad de Nueva York, donde obtuvo una maestría en teología, y luego, en 1990, el doctorado con concentración en ética cristiana.

## Carrera
Sus estudios y su participación en el movimiento teológico feminista la llevó a empezar a desarrollar una teología, desde la perspectiva de las mujeres latinas en los Estados Unidos, lo que le llevó al desarrollo de la "teología mujerista". Esa teología incluyó sus experiencias religiosas, las prácticas y las respuestas a las luchas de la vida diaria. Temprano en su carrera, Ada se involucró sumamente en el Movimiento del Sacramento del Orden Femenino dentro de la iglesia católica. Desde 1991 a 2012, Isasi-Díaz fue alumna y luego docente, de la Facultad de las Escuelas teológicas y el postgrado de la Universidad de Drew. También era un miembro de jurado y colaboradora ocasional de la "On Faith": discusiones en línea en los diarios Washington Post y Newsweek. 
En 2007, se convirtió en una pastora oficiosa, de una iglesia parroquial después que las autoridades de la Arquidiócesis de Nueva York cerrasen la parroquia "Nuestra Señora de los Ángeles en East Harlem", donde ella atendía mientras estuvo en el Seminario. Un grupo de feligreses comenzó a celebrar manifestaciones y reuniones de oración fuera del edificio, pero con el tiempo se convirtió en una institución en el barrio en el que Isasi-Díaz fue líder y pronunciaba sermones. En marzo de 2012, su invitación como oradora central en el Vanderhaar Symposium de la Universidad de los Hnos. Cristianos (de los Hermanos de las Escuelas Cristianas (de La Salle) fue cancelado debido a su apoyo a la ordenación de mujeres al sacerdocio católico y porque ella consagró en ceremonia religiosa el matrimonio igualitario (siendo uno de los contrayentes, su sobrino) en la Iglesia Unitarista de Washington en 2009.

## Fallecimiento
Falleció, de cáncer, en la ciudad de Nueva York, el 13 de mayo de 2012, después de haber recibido el sacramento de la unción, a los 69 años. Su misa de réquiem fue realizada en la Iglesia Católica Apóstol Santo Tomás de Miami, Florida el 19 de mayo de 2012. Más tarde, en ese mismo día, fue sepultada en el Cementerio Nuestra Señora de la Piedad.

## Honores
- 2006: galardonada como Doctor en Teología honoris causa por la Colgate University.[6][7]

- Entre 1998 a 2004: profesora visitante en el Seminario Evangélico de Teología, Matanzas, Cuba[8]

- 1994: séptimo premio anual Virgilio Elizondo por su excelencia en la reflexión teológica sobre la realidad de los hispanos / latinos en los Estados Unidos. Presentado por la Academia de Teólogos Católicos Hispanos de los Estados Unidos

- Una de 26 destacados pensadores contemporáneos en la serie de videos "Cuestiones de Fe II" y "Faces of Faith", producidos por UMCom y la Parroquia Trinidad de Nueva York.[8]

## Algunas publicaciones
- ada maría Isasi-Díaz, fernando f. Segovia (eds.) Hispanic/Latino Theology: Challenge and Promise. Fortress Press, 2006

- La Lucha Continues: Mujerista Theology. Orbis Books, 270 pp. ISBN 1-57075-557-4, ISBN 978-1-57075-557-6 2004

- En la Lucha/In the Struggle: Elaborating a Mujerista Theology. Décima edición, Fortress Press, 252 pp. ISBN 1-4514-0342-9, ISBN 978-1-4514-0342-8 2003 en línea

- Camino a Emaus (the Road to Em). Sacra Pagina Series. Con Timothy M. Matovina, Nina M. Torres-Vidal. Editor Liturgical Press, 105 pp. ISBN 0-8146-2956-3, ISBN 978-0-8146-2956-7 2003 en línea

- Ada Maria Isasi-Diaz and Mujerista Theology: An Analysis and Critique. Con Susan Mae Clark. Editor Christian Theological Seminary (Indianápolis, Ind.) 232 pp. 2000

- Mujerista Theology: A Theology for the 21st Century. Orbis Books, 210 pp. ISBN 1-57075-081-5, ISBN 978-1-57075-081-6 1996

- Women of God, women of the people. Editor Chalice Press, 59 pp. ISBN 0-8272-4233-6, ISBN 978-0-8272-4233-3 1995

- ada maría Isasi-Díaz, yolanda Tarango. Hispanic Women: Prophetic Voice in the Church. Edición reimpresa de Fortress Press, 123 pp. ISBN 0-8006-2611-7, ISBN 978-0-8006-2611-2 1992

- Petition from Ada Maria Isasi-Diaz, Associate General Director, Church Women United, New York, Concerning the Trust Territory of the Pacific Islands. Contribuyó Church Women United (New York). Ed. ONU, 1 pp. 1987

- La Mujer hispana: voz profética en la iglesia de los Estados Unidos. Vol. 28 de Informes de Pro Mundi Vita América Latina. Ed. Pro mundi vita, 27 pp. 1982